# شهرستان بوینسکی
شهرستان بوینسکی (به لاتین: Buinsky District) یک شهرستان در روسیه است که در تاتارستان واقع شده‌است.